# Andreas Kuffner (aviron)
Pour les articles homonymes, voir Andreas Kuffner.
Andreas Kuffner, né le 11 mars 1987 à Vilshofen an der Donau, est un rameur d'aviron allemand. 

## Palmarès

### Jeux olympiques d'été
| Discipline | Londres 2012 Royaume-Uni | Rio 2016 Brésil |
| ---------- | ------------------------ | --------------- |
| Huit       | Or                       |                 |

### Championnats du monde
| Discipline | Bled 2011 Slovénie | Plovdiv 2012 Bulgarie | Chungju 2013 Corée du Sud | Amsterdam 2014 Pays-Bas | Aiguebelette 2015 France |
| ---------- | ------------------ | --------------------- | ------------------------- | ----------------------- | ------------------------ |
| Huit       | Or                 |                       |                           | Argent                  |                          |

### Championnats d'Europe
| Discipline | Brest 2009 Biélorussie | Montemor-o-Velho 2010 Portugal | Plovdiv 2011 Bulgarie | Varèse 2012 Italie | Séville 2013 Espagne | Belgrade 2014 Serbie | Poznań 2015 Pologne |
| ---------- | ---------------------- | ------------------------------ | --------------------- | ------------------ | -------------------- | -------------------- | ------------------- |
| Huit       |                        |                                |                       |                    |                      | Or                   |                     |